# 奎山镇
奎山镇，原为奎山乡，是中华人民共和国黑龙江省牡丹江市林口县下辖的一个乡镇级行政单位。2018年撤乡设镇。区划代码改为 231025112。

## 行政区划
奎山镇下辖以下地区：
奎山村、双龙村、安乐村、余庆村、吉庆村、安山村、共禾村、林东村、太平村、马鞍山村、前杨木村、后杨木村、庆岭村、中山阳村、上山阳村和长丰村。